# Bassim Abbas
Bassim Abbas Gatea al-Ogaili arabiska: باسم عباس كاطع العجيلي, född den 1 juli 1982 i Bagdad, kallad Bassim Abbas, är en irakisk före detta professionell fotbollsspelare som främst spelade som vänsterback. Abbas är en av de främsta försvararna som har producerats i Irak under 2000-talet och han spelade 94 landskamper för Iraks landslag.